# Nepobedimyj
Nepobedimyj (Непобедимый) è un film del 2008 diretto da Oleg Pogodin.

## Trama
Il film racconta di un agente speciale dell'intelligence russa di nome Egor Kremnёv, che, a seguito del fallimento dell'operazione in Colombia, diventa un normale agente di sorveglianza. E i suoi fallimenti non finirono qui...